# Мълния (ракета)
Вижте пояснителната страница за други значения на Мълния.
Молния (в превод: „мълния“) (Индекс ГРАУ – 8К78) е четиристепенен вариант на ракетата Р-7 за полет към Марс, Венера, Луна и високоелиптичните орбити на ИСЗ Молния.
Проектирана в ОКБ-1 през 1959 – 1960 г. Производител: ГНП РКЦ „ЦСКБ-Прогрес“.
Дизайнът и двигателят на третия етап (блок „И“) се основават на дизайна и двигателя на втория етап на бойната ракета R-9A (8K75), дизайнът на 4-ти етап блок „Л“ – върху конструкцията на блок „Е“ на ракетата 8К72, но двигателят е бил използван като принципно нов, затворен кръг и с възможност за стартиране при нулева гравитация.
Той е разработен за изстрелване на междупланетни кораби към Венера и Марс, след това за изстрелване на лунни космически кораби от серия Е-6 („Луна-4“-„Луна-14“), за което системата за управление е значително модифицирана.
Ракетата става известна във връзка с изстрелването на комуникационни спътници „Молния“ в силно елиптични орбити. По-късно е използвана за изстрелване на спътници от системата за предупреждение за ракетна атака Oko (SPRN), също в синхронни високо елиптични орбити.
След модернизацията на двигателите от първи и втори етап тя получава името Молния-M. Служи като основа за създаването на тристепенни варианти „Восход“ и „Союз“.
Първото изстрелване на LV 8K78 от космодрома Байконур е на 10 октомври 1960 г., от космодрома Плесецк – на 19 февруари 1970 г.
От 1965 г. стартират първите Молния-1. Следващите варианти са Молния-2 и Молния-3. Принципно спътниците се извеждат на орбити с наклон 65°, период на обиколка 12 часа, апогей 40 000 km и 500 km перигей. Апаратите Венера 3, 4, 5, 6 са изстреляни от ракетата носител „Молния“.
На 30 септември 2010 г. от космодрума Плесецк е направен последният в историята пуск на ракетата носител „Молния-М“. След почти половинвековна успешна експлоатация този модел е заменен с по-съвременен – Союз-2 с ускорителен блок „Фрегат“. Союз-2 с този ускорителен блок има по-гъвкави възможности от „Молния-М“, благодарение на по-голямото количество гориво, зареждано в ускорителния блок в сравнение с блока Л на ракетата Молния, възможността за многократно включване на двигателя на ускорителния блок, на цифровата система за управление с терминално насочване и на други нововъведения, свързани с отказа от остарялата аналогова система за управление.
Общо са изстреляни 320 ракети носители от семейството „Молния“, с различни модификации и конфигурации.

## Характеристики
- Дължина: 43 440 mm
- Диаметър: 10 300 mm
- Стартова маса: 305 000 kg
- Индекс ракета носител: 8К78